# Bourgneuf-en-Retz
Bourgneuf-en-Retz är en kommun i departementet Loire-Atlantique i regionen Pays de la Loire i nordvästra Frankrike. Kommunen ligger i kantonen Bourgneuf-en-Retz som tillhör arrondissementet Saint-Nazaire. År 2018 hade Bourgneuf-en-Retz 3 667 invånare.

## Befolkningsutveckling
Antalet invånare i kommunen Bourgneuf-en-Retz
| Referens: INSEE |